# Milutin Karadžić
Milutin „Mima” Karadžić (ur. 9 kwietnia 1955 w Bijelo Polje, w ówczesnej jugosłowiańskiej Ludowej Republice Czarnogóry) – jugosłowiański, czarnogórski i serbski aktor oraz producent filmowy i telewizyjny.

## Wybrana filmografia
- 2010: Montevideo, smak zwycięstwa jako Rajko
- 2004: Szara ciężarówka w kolorze czerwonym jako Sredoje
- 1989: Bitwa na Kosowym Polu jako Strażnik
- 1986: Urok rozpusty jako Luka